# Mario Benjamín Menéndez
Mario Benjamín Menéndez (Chañar Ladeado, Santa Fé, Argentina ou Buenos Aires, Argentina, 3 de abril de 1930 - Buenos Aires, 18 de setembro de 2015) foi um militar da reserva argentino que chegou a a ocupar o cargo de General do Exército Argentino e durante a Guerra das Malvinas foi o governador militar das Ilhas Malvinas, Geórgia do Sul e Sandwich do Sul.

## Biografia

### Pré-Guerra das Malvinas
Em março de 1982, Menéndez era general do Exército Argentino e comandante do Primeiro Corpo do Exército em Buenos Aires.

### Guerra de Malvinas
Em 2 de abril de 1982, as forças argentinas invadiram as ilhas Malvinas e obtiveram o controle delas a partir deste dia. Em 3 de abril, a Primeira Ministra, Margaret Thatcher anunciou que as forças britânicas haviam sido enviadas a tomar novamente o controle das ilhas.
Menéndez chegou a Port Stanley (capital das ilhas) em 7 de abril com a finalidade de tomar posse do cargo de governador das Ilhas Malvinas.
Menéndez lutou junto dos principais representantes da Armada Argentina e da Força Aérea pela dominação, uma competência que terminou, em 26 de abril, com a nomeação de Menéndez para chefe do Comando Conjunto das Ilhas Malvinas, em uma ação que foi aprovada pelo próprio governo argentino. Dois generais argentinos estavam a mando da força das ilhas, ambos eram superiores a Menéndez e tratavam suas ordens como sugestões.
Menéndez planejou combater as forças britânicas em uma campanha de desgaste de defesas fixas. O plano foi criticado mais tarde pelo historiador Duncan Anderson que, depois da guerra, disse que o plano de "admirava por demais a capacidade dos soldados que ele tinha à sua disposição".
Depois de preparar o terreno por ar e mar, as forças britânicas começaram a chegar à terra e tomar suas posições. Não demorou muito e a ilha havia sido quase toda tomada. Depois que as colinas foram capturados pelos britânicos, Menéndez decidiu retirar suas forças de Puerto Argentino e refugiar-se em um aeródromo próximo.
Em 14 de junho, Menéndez falou por radio com Leopoldo Galtieri, Presidente militar da Argentina, acerca da situação. Galtieri disse que Menéndez devia contra-atacar as forças britânicas com todos seus soldados.
Mesmo assim Menéndez não tinha como resistir e entregou suas forças pela noite.